# Transporte Urbano de Ponferrada
TUP fue la denominación comercial de la empresa Transporte Urbano de Ponferrada, encargada de prestar el servicio de los autobuses urbanos de la ciudad de Ponferrada, Castilla y León, España.

## Historia
El servicio de autobuses urbanos en Ponferrada se había prestado desde su implantación en la década de 1970 por la empresa Aupsa mediante un acuerdo con el ayuntamiento de Ponferrada.
Tras diferentes renovaciones de la flota a lo largo de los años, en 2007 se decidió modernizar el servicio de los autobuses urbanos para adaptarlo a las nuevas necesidades de los ciudadanos. Esta reforma incluiría un aumento y restructuración de las líneas, renovación de la flota de autobuses y aumento de la misma, así como la colocación de nuevas marquesinas de espera en las paradas, señalización de las mismas e instalación de paneles electrónicos en las paradas principales para informar del tiempo de espera de cada línea mediante un sistema de seguimiento GPS además de una nueva política tarifaria con diferentes tipos de bonos.
El servicio se adjudicó mediante un régimen de concesión durante 5 años por parte del Ayuntamiento de Ponferrada a la UTE formada por Aupsa y Begar, que lo operaban bajo la denominación comercial de TUP (Transporte Urbano de Ponferrada).
En 2009, se acometió un plan de reestructuración del TUP debido al incremento del déficit del servicio, que rondaba el millón de euros al año, que se basó en la supresión de las líneas menos utilizadas como eran la L13, C2 y C9; y el acortamiento los servicios de algunas líneas que finalizan en pueblos, pasando a tener una frecuencia de 1 a 2 horas. Los pueblos afectados por esta medida fueron Bárcena del Bierzo, Campo, San Andrés de Montejos, San Lorenzo, Santo Tomás de las Ollas y Toral de Merayo. Posteriormente, también fue cancelada la Línea Búho.
En 2012 finalizó la concesión y el TUP es recortado, a la espera de una nueva licitación del servicio.
En 2018 se inicia el procedimiento para municipalizar el servicio, y que la gestión pase directamente al Ayuntamiento de Ponferrada.
Durante el estado de alarma decretado a consecuencia de la pandemia de Coronavirus de 2020 se modificó el servicio prestado, adaptando su oferta a la similar ofrecida en fines de semana (líneas F1, F2, F3 prestada con dos autobuses) y F4) así como la línea circular, con un horario especial de 7:00 a 16:00, y salidas especiales de la línea F3 durante la tarde-noche para cubrir el servicio con el Hospital del Bierzo, decretándose durante este periodo la gratuidad del servicio.
En 2021, pasa a llamarse SMT (Servicio Municipal de Transporte) y es de nuevo operado por Aupsa.

## Líneas
| Línea | Recorrido                            | Prolongaciones            | Horario laborables/sábados mañana | Horario sábados tarde/festivos | Frecuencia    |
| ----- | ------------------------------------ | ------------------------- | --------------------------------- | ------------------------------ | ------------- |
| L1    | Dehesas - Montearenas                | Cementerio                | 7:05 a 22:05/7:05 a 14:45         | Sin Servicio                   | 60 minutos    |
|       | Flores del Sil - Fuentesnuevas       | Toral de Merayo           | 7:00 a 22:15/7:00 a 15:00         | Sin Servicio                   | 60 minutos    |
|       | Columbrianos - Barrio de San Antonio | Campo                     | 7:30 a 22:15/7:30 a 14:45         | Sin Servicio                   | 60 minutos    |
|       | La Placa - Bárcena                   | Bárcena                   | 7:15 a 22:15/7:15 a 14:45         | Sin Servicio                   | 60 minutos    |
|       | Puente Boeza - Fuentesnuevas         |                           | 7:15 a 22:30/7:15 a 15:00         | Sin Servicio                   | 60 minutos    |
|       | Puente Boeza - Fuentesnuevas         | San Lorenzo               | 7:30 a 22:40/7:30 a 15:00         | Sin Servicio                   | 60 minutos    |
|       | Universidad - Fuentesnuevas(F.T.M)   | Santo Tomás               | 7:15 a 22:30/7:15 a 14:40         | Sin Servicio                   | 60 minutos    |
|       | La Placa - Fuentesnuevas             |                           | 7:30 a 22:30/7:30 a 15:00         | Sin Servicio                   | 60 minutos    |
|       | Flores del Sil - Fuentesnuevas       | Dehesas - Toral de Merayo | Sin Servicio                      | 15:00 a 22:15/11:00 a 22:15    | 60 minutos    |
|       | Columbrianos - Montearenas           | Bárcena                   | Sin Servicio                      | 15:15 a 22:30/11:00 a 22:30    | 60 minutos    |
|       | Puente Boeza - Fuentesnuevas         | San Lorenzo               | Sin Servicio                      | 15:00 a 22:30/11:00 a 22:30    | 60 minutos    |
|       | La Placa - Barrio San Antonio        | Campo                     | Sin Servicio                      | 15:15 a 22:30/11:00 a 22:30    | 60 minutos    |
|       | Puente Boeza - Fuentesnuevas         |                           | Sin Servicio                      | Festivos 7:15 a 11:00          | 60 minutos    |
|       | Circular Urbano                      |                           | 7:00 a 21:50/7:00 a 14:35         | Sin Servicio                   | 10-15 minutos |

- El último servicio de la línea  salía de Fuentesnuevas a las 22:15 y finalizaba en la Glorieta de la Carrasca a las 22:40
- La línea  hacía servicios lanzadera entre el Intercambiador y el Hospital con salidas a las 8:00 y 8:35 horas del intercambiador

## Tarifas
En 2013 el precio de un billete sencillo costaba 1.15 €
Además existían otros tipos de bonos:
| Denominación          | Descripción | Precio |
| --------------------- | --- | ------ |
| Tarjeta T10           | Bono de 10 viajes | 7.50 € |
| Bono Mensual          | Viajes ilimitados durante 30 días contados a partir del primer día de uso. Tarjeta personal e intransferible. | 25 €   |
| Bono Social           | Bono mensual para jubilados mayores de 65 años o discapacitados con minusvalía superior al 65%. Tarjeta personal e intransferible. | 14.20€ |
| Tarjeta Estudiante TE | Tarjeta de 60 viajes para personas de hasta 25 años que cursen estudios en cualquier centro de enseñanza reglada del municipio de Ponferrada. Validez desde el 1 de septiembre al 31 de agosto del año siguiente. Tarjeta personal e intransferible. | 27 €   |

Todas las tarifas incluían un transbordo de 45 minutos gratuito, lo que permitía tomar una segunda línea de bus sin ningún costo.